# Жуйков, Борис Леонидович
Борис Леонидович Жуйков (р. 01.01.1952) — российский учёный, доктор химических наук, лауреат премии им. академика М. А. Маркова (2012).
С 1987 г. работает в Институте ядерных исследований, в настоящее время — заведующий Радиоизотопным комплексом.
Научные интересы — методы производства и выделения радиоизотопов, фундаментальные исследования по получению высокоспиновых изомеров, исследование свойств новых элементов, методов активационного анализа и термохроматографии.
Доктор химических наук (2009, Газохимические методы и их применение для исследования свойств новых элементов и получения радионуклидов).
Публикации, тезисы докладов и патенты — на сайте https://istina.msu.ru/profile/ZhuikovBL/
Награды: памятная медаль « 100 лет со дня рождения Л. Ф. Верещагина» (2009). Почетная грамота Президиума и профсоюза работников РАН(2010), премия им. академика М. А. Маркова (2012).
В феврале 2022 подписал открытое письмо российских учёных и научных журналистов с осуждением вторжения России на Украину и призывом вывести российские войска с украинской территории.